# Mokrosuky
Mokrosuky là một làng thuộc huyện Klatovy, vùng Plzeňský, Cộng hòa Séc.